# Himmelsglobus

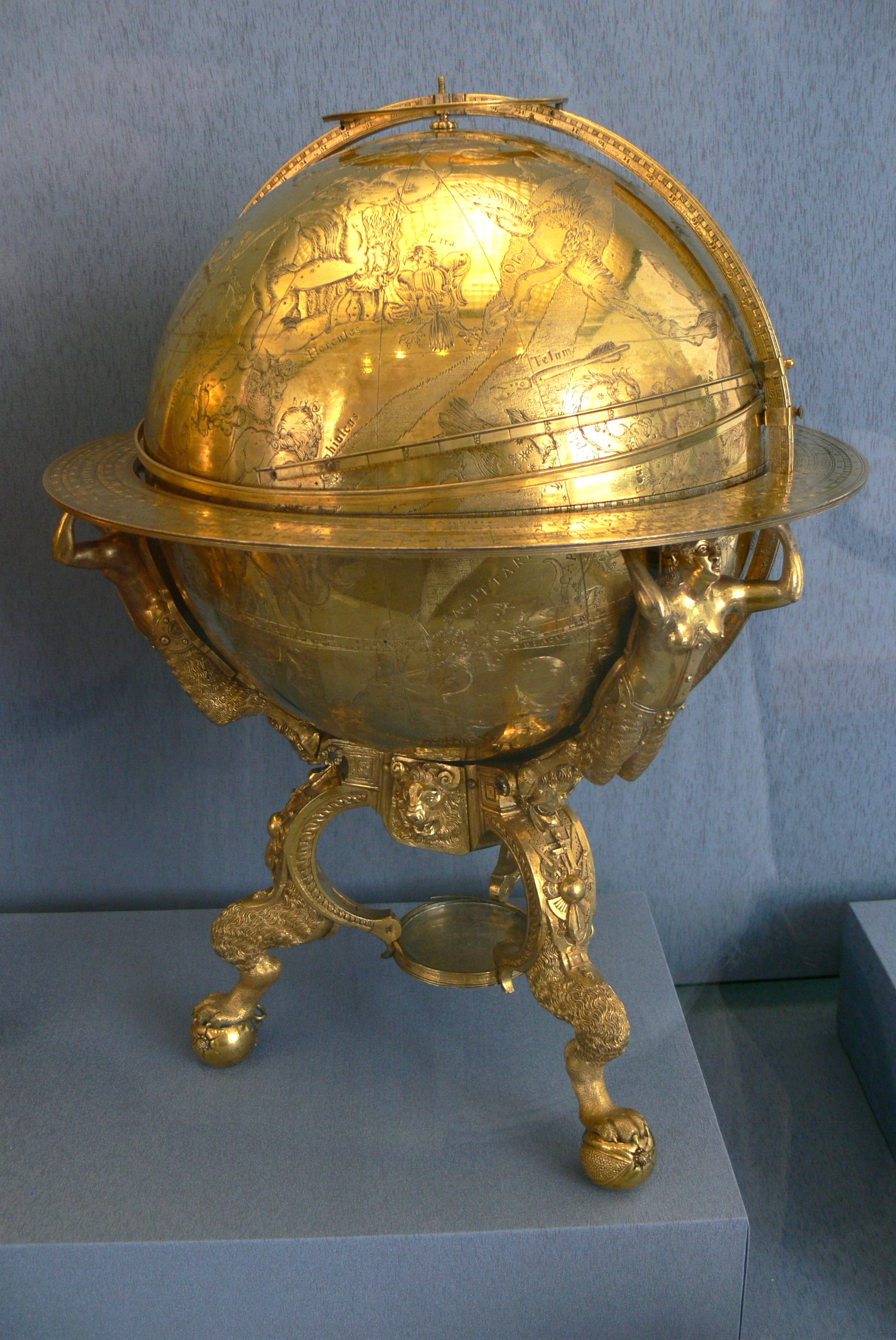
Himmelsglobus von Johannes Praetorius, 1566

Ein Himmelsglobus (lat. Globus coelestis) ist die Darstellung des Sternhimmels auf einer scheinbaren Himmelskugel. Er zeigt die Lage der Fixsterne und der Sternbilder in unverzerrter, aber spiegelbildlicher Lage, weil der Beobachter von außen auf den Globus blickt. Bei Himmelsgloben ist der Himmel von außen auf der Kugel dargestellt. Der Betrachter muss sich in den Globus „hineinversetzen“, um den Himmel richtig zu sehen.
Zwei Vorteile der Himmelsgloben waren für ihre frühere Bedeutung entscheidend:
1. die Freiheit von jeder Art der Verzerrung, wenn der Globus genau genug gefertigt ist,
2. die rasche und sichere Benützbarkeit als Analogrechengerät, insbesondere wenn ein Erdglobus mit demselben Durchmesser vorhanden war.

## Geschichte
Die Erd- und Himmelsgloben sind in der Antike aufgekommen – Claudius Ptolemäus verfasste z. B. eine Anleitung. Gegen Ende des 10. Jahrhunderts beschreibt Gerbert von Aurillac in einem Brief die Herstellung eines Himmelsglobus. Im Spätmittelalter setzten sich Globen in weiten Bereichen durch. Später wurde auch auf ihre künstlerische Ausfertigung Wert gelegt, und zahlreiche Hofastronomen haben für ihre Auftraggeber Sonderanfertigungen durchgeführt. Manche davon sind mit Antrieb in Form eines Telluriums ausgestattet, z. B. ein sehr genau gefertigtes Doppelexemplar von Peter Anich aus dem 18. Jahrhundert. Eines der ersten berühmten Exemplare aus der Entdeckungszeit wurde von Martin Behaim 1492 fertiggestellt – auf Grundlage einer Erdkarte von Paolo Toscanelli. 
Einzigartig ist die Kombination von Erd- und Himmelsglobus beim aus dem 16. Jahrhundert stammenden St. Galler Globus, der sich heute im Schweizerischen Landesmuseum befindet. Der gemeinsame Erwerb von Erd- und Himmelsglobus setzte sich mit dem großen Erfolg der beiden Globen von Gerhard Mercator 1541 (Mercator-Erdglobus von 1541)/1551 (Mercator-Himmelsglobus von 1551) durch. Eine der größten Globensammlungen Europas besitzt die Österreichische Nationalbibliothek, weitere Sammlungen finden sich an vielen großen Museen und auch in Privatbesitz.

## Typen
Im Handel gibt es neben Globen des Sternhimmels und der Erde auch solche des Mondes, des Mars und der Venus.
Der Gottorfer Riesenglobus ist ein Hohlglobus und stellt außen die Weltkugel dar, in seinem Inneren birgt er ein Planetarium, das den Sternenhimmel und den Sonnenlauf samt seinen Bewegungen so zeigt, wie sie von der Erde aus zu sehen sind.